# 海員

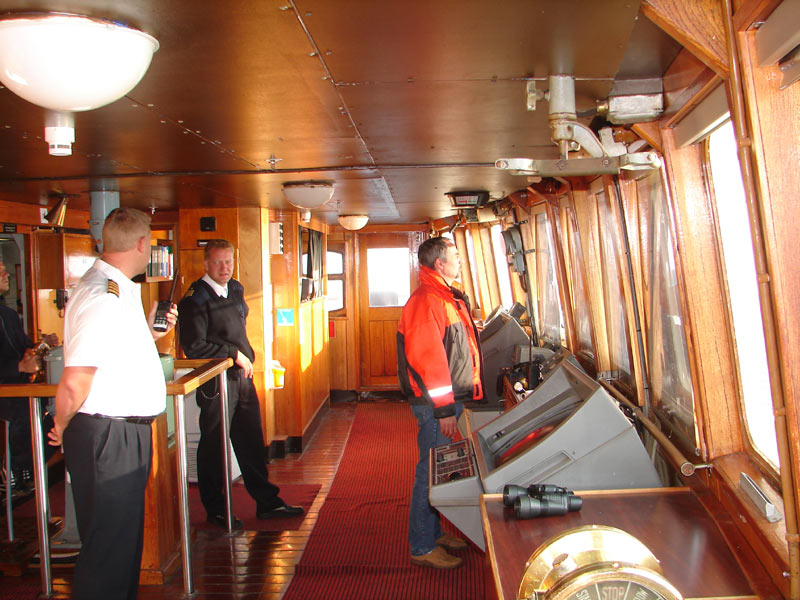
進出港時駕駛台上的船員：船長、資淺船副（三副）及幹練水手；和船長所聘請的引水人（又称領港）

海員，或称水手（英語：Seaman），是指一船由船長和船副指揮服務於船上之人員；船員（Seafarers）則包括船長及所有海員之船舶上之人員。。水手是过往、的一个译称，等同于不包括船长等行政人员的普通船员。
船員職級依據聯合國國際海事組織《1978年航海人員訓練、發證及航行當值標準國際公約及其修正案》依其船舶噸位、工作部門及內容有其規定，並且必須持有締約國（船旗國）主管機關簽發或者由主管機關授權簽發、或者由主管機關核准之有效文件（證書）。

## 分類
現代商船船員依據1978年《航海人員訓練、發證及航行當值標準國際公約》及其修正案大致有以下分類：
工作部門
工作部門大致分為
- 船長及艙面（甲板）部門（Master and Deck Department）
- 輪機（機艙）部門（Engine Department）
- 其它特殊船舶依其船舶特性依相關國際公約所編制之部門（如客輪另有事務部門）。

職務層級
工作等級中，甲板和機艙部門各分有高級（或稱甲級）船員（英語：Officers）以及普通（或稱乙級）船員（英語：Ratings）；高級船員須持有締約國政府須符合公約附錄部分有關服務、年齡、健康狀況、培訓、資格、及考試之規定，經取得高級船員培訓之科系班結（畢）業證書並經認證或考試及格，以及達到規定之海勤資歷，符合條件後始發給持有之適任證書（持證人員），取得資格。
普通船員符合公約附錄部分有關服務、年齡、健康狀況、培訓等規定，經其職級有關之訓練並持有訓練證書，以及具備規定之海勤資歷，始核發其職級之適任證書。

## 職級
根據工作部門及層級等種類部分，海員大致可分為（包括並不限於）下列職級：

### 艙面（甲板）部門
- 高級船員：除負責當值航行外，並須負責主管事項及督率海員等責任。

1. 大副（大伙）(Chief Officer, C/O)
2. 資深船副（二副（二伙）, ）
3. 資淺船副（三副（三伙）, ）
4. 見習船副（見習三副）、駕駛（甲板）實習生(Deck Cadet, D/C)
5. 其他屬於艙面部門之海員。

- 普通船員()

1. 水手長()
2. 副水手長()
3. 舵工()
4. 幹練水手()
5. 普通水手()
6. 其他屬於艙面部門之海員。

### 輪機（機艙）部門
輪機部門的人員負責操作和維護一艘船的推進系統和其他系統。也處理船上的“酒店”設施，特別是用水、污水、照明和空調系統。工程部門人員管理大量的燃料的轉移，還要參與消防、急救訓練。額外的職責包括保護船隻和執行其他航海的任務。工程部門人員是貨物裝卸的齒輪裝置，和安全系統中的重要角色，儘管具體貨物的卸載還需甲板工人的幫助。
- 高級船員：除負責輪機當值外，並須負責主管事項及督率有關海員操作等責任。具有

1. 輪機長（大俥／老軌）(Chief Engineer, C/E)
2. 大管輪（大管／二俥／大軌）(Second Engineer,2/E)
3. 資深管輪（二管輪（二管／三俥／三軌）, ）
4. 資淺管輪（三管輪（三管／四俥／四軌）, ）
5. 見習管輪(Junior Engineer, J/E)、輪機（機艙）實習生(Engineer Cadet, E/C)
6. 電機師（Electrotechnical Officer，不隨船，船舶有特殊需求時任務編制）
7. 其他屬於輪機部門之海員。

- 普通船員

1. 機匠長(No.1 Motorman)
2. 副機匠長(No.2 Motorman)
3. 木匠()
4. 銅匠()
5. 機匠()
6. 電匠()
7. 加油匠(Oiler, OLR)
8. 泵匠（(Pumpman)，油輪崗）
9. 清潔工(Wiper)
10. 其他屬於輪機部門之海員。

### 事務部門
一艘貨輪典型的乘務員部門，有：總管事／總乘務、首席廚師、乘務員助理。這三個職位常由無證的人員擔任。
總管事／總乘務指揮、分派人員進行：準備飲食、打掃清潔和維護食宿，並管理倉庫和儲存。總管事／總乘務員也計畫菜譜；還編寫加班、供給和成本的控制紀錄。一個總管事／總乘務員的職責可能很大。可能和乘務員的助理，首席廚師，及其它乘務員的職責重疊。
可能，在美國，一個人必須有美國海岸警衛隊頒發的（意為，商船水手文件）才能做一個總管事／總乘務員。由於國際公約，國際間航行的首席廚師也要有各自國家的文件。
1. 事務長
2. 服務生
3. 廚師長(Chief Cook)
4. 大廚、二廚、三廚

### 其他
此外，船員等級又依照國際公約所規定之船舶噸位及航行水域作為航行限制和執照等級作為核發之區分，各國家有其不同名稱，如中華民國海商法即以前項公約由高至低分為一等至三等之等級不同限制之甲級船員，其中較高等執照可向下適用，但不包含20總噸以下之小船。